# Guido Debernardi
Guido Debernardi (né à Turin le 6 janvier 1894 et mort dans la même ville le 2 février 1963) est un joueur de football italien, qui évoluait au poste de milieu de terrain.

## Biographie
Lors de sa carrière, il évolue dans les deux clubs les plus emblématiques de sa ville, à savoir tout d'abord le Torino FC, entre 1910 et 1920, avec une pause pendant la Première Guerre mondiale, avant de rejoindre le rival de la Juventus FC pour deux saisons.
À la Juve, Debernardi joue son premier match le 24 octobre 1920 lors d'un nul 2-2 contre son ancien club du Torino, et dispute son dernier match le 12 février 1922 lors d'un nul 1-1 contre Spezia.